# Площа Рози Люксембург (Луганськ)
У Вікіпедії є статті про інші площі з назвою Площа Рози Люксембург
Площа Рози Люксембург (Преображенська) – площа, розташована між вулицями Інтернаціональною (колишньою Іллінською), Жовтневою (Катеринославською, Ворошилова), 17-тою і 18-тою лініями. Колишній центр історичного районну Гусинівка.

## Історичний огляд

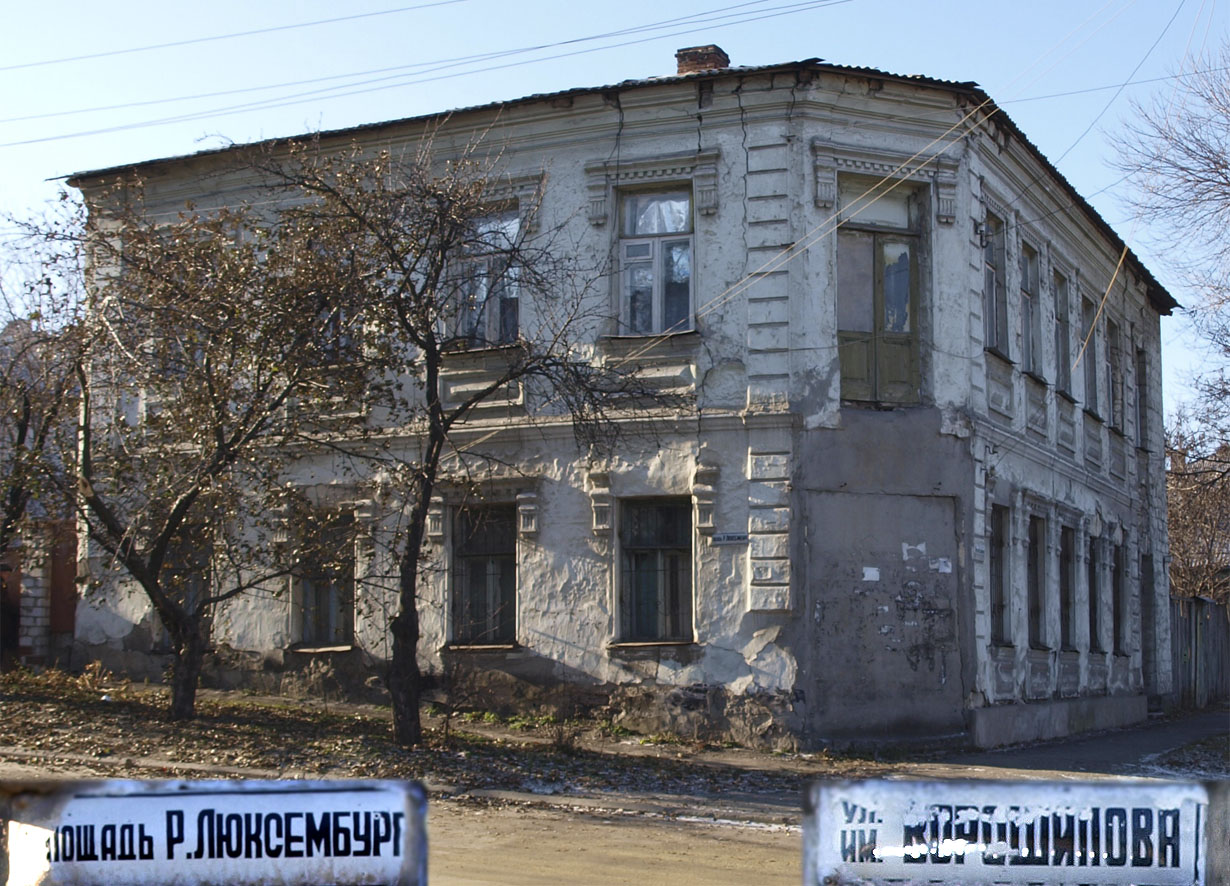
Архітектура початку ХХ ст.

Пам'ятник Радянському солдату

Палац культури Леніна

На цьому місці стояла церква

Заснування німецьким промисловцем Густавом Гартманом Луганського паротягобудівного заводу сприяло розвитку робочого селища Гусинівка. 
У 1897 році коштами мешканців селища була збудована Преображенська церква, навколо якої був розпланований однойменний майдан. Окрім церкви тут діяли церковнопарафіяльна школа, дві школи грамоти і початкове училище.
Через площу проходила вулиця Преображенська (Фрунзе), яка з’єднувала Гусинівку з центром Луганська. 
З установленням у місті радянської влади вулицям і майданам стали присвоювати назви, відповідні духові часу.
У 1921 / 1922  році Луганський відділ комунального господарства виконкому перейменував Преображенську площу на честь Рози Люксембург. Церква стає ідеологічно ворожим архітектурним об’єктом.  Було ухвалене рішення про зведення нової архітектурної домінанти площі — театру-клуба  металістів (згодом Палацу культури імені Леніна), вартістю 600 тис. рублів. Будівництво центру громадсько-культурного життя  тривало з 1927 до 1929 року. 
У грудні 1929 року влада закрила церкву і мала намір облаштувати в її приміщенні кінотеатр. Однак у жовтні 1933 року міськрада віднесла до першочергового завдання з реконструкції площі Рози Люксембург негайне знесення храму під приводом прокладення першої трамвайної лінії. Храм висадили у повітря, а 1 травня 1934 року пустили перший луганський трамвай, який з’єднав прохідну паротягобудівного заводу з 3-тім кілометром. 
ДК ім. Леніна став одним з найпопулярніших закладів, у якому проходили партійні зібрання та культурні заходи.

## Пам'ятники
- У 1967 році установлений пам’ятник Леніну.[1]
- У сквері знаходиться пам’ятник Радянському солдату.

На теперішній час сквер знаходиться у занедбаному стані.